# 平原四郎
平原 四郎（ひらばる しろう、1950年（昭和25年）2月11日 - ）は、日本の政治家。元福岡県筑紫野市長（2期）。

## 来歴
宮崎県立都城泉ヶ丘高等学校を経て、福岡大学経済学部卒。筑紫野市議会議員、筑紫野商工センター顧問などを歴任する。1995年、筑紫野市長選挙に立候補したが落選。2003年、現職の田中範隆を破って筑紫野市長に初当選。2007年に再選。市長を2期務める。2011年の選挙で元福岡県議会議員の藤田陽三に敗れた。落選後は福岡大学客員教授を務めた。